# Hahnia carmelita
Hahnia carmelita är en spindelart som beskrevs av Levy 2007. Hahnia carmelita ingår i släktet Hahnia och familjen panflöjtsspindlar.
Artens utbredningsområde är Israel. Inga underarter finns listade i Catalogue of Life.